# Parabola
Parabola je krivulja u ravnini, jedna od čunjosječnica. Najčešće se definira kao skup svih točaka ravnine koje su jednako udaljene od zadane točke (žarišta) i zadanog pravca (ravnalice). Poluparametar parabole jest udaljenost od žarišta do ravnalice.

## Jednadžba parabole
Ako je ravnalica parabole r usporedna ordinati (y-os koordinatnog sustava), i njena je jednadžba {\displaystyle x=-{\frac {p}{2}},} gdje je {\displaystyle p} poluparametar parabole, tada je tjeme parabole u ishodištu koordinatnog sustava, a žarište parabole ima koordinate {\displaystyle F({\frac {p}{2}},0),} pa jednadžba oblika:
{\displaystyle y^{2}=2px\,}
predstavlja tjemenu jednadžbu parabole. Ako je parabola osnosimetrična u odnosu na ordinatu, tada je njezina jednadžba:
{\displaystyle x^{2}=2py\,}.

## Konstrukcija parabole
Jedna od najpoznatijih sintetičkih konstrukcija parabole je upravo konstrukcija koju je iznio poznati dubrovački matematičar novoga vijeka, Marin Getaldić. Tu je konstrukciju Getaldić iznio kao rješenje zadatka koji se nalazio u njegovom djelu Nonnullae propositiones de parabola (Rim 1603.). 
Tekst zadatka je glasio: Parabolam as constructionem speculi as propositum intervalum comburentis in plano describere (Probl. II; propos.7). U prijevodu:  "nacrtati u ravnini parabolu za konstrukciju zrcala, koje upaljuje u zadanom intervalu". Ovime je Getaldić bio na korak otkrivanju analitičke geometrije. Ipak, presudni skok su načinili tek Pierre de Fermat i Rene Descartes nekoliko desetljeća kasnije.
Nacrtajmo dvije međusobno okomite osi. Na sjecištu osi označimo točku A. Na okomitoj osi zadajmo točku B. Nacrtajmo točke C, D, E iznad A tako da vrijedi {\displaystyle |AC|=|CD|=|DE|.} Nacrtajmo ispod A točke F, G, H tako da vrijedi {\displaystyle |AF|=|AC|,|AG|=|AD|,|AH|=|AE|.} Nacrtajmo kružnice sa središtem u točki B i pripadajućim polumjerima {\displaystyle |BC|,|BD|,|BE|}. Povucimo okomice na dužinu AB koje će prolaziti točkama F, G, H. Sjecišta okomica i kružnica označimo točkama O, M, K, L, N i P. Krivulja koja povezuje točke O, M, K, L, N i P čini parabolu. Što su točke C, D, E, tj. F, G, H međusobno bliže, i što je takvih točaka više, parabola će biti preciznije iscrtana.
Dokaz. Prenese li se AQ, tj. četverostruka dužina od AB, pa se povuče KB, bit će zbog {\displaystyle |BC|=|BK|} ujedno {\displaystyle |BC|^{2}=|BK|^{2}} pa kako je {\displaystyle |KB|^{2}=|KF|^{2}+|FB|^{2}} (1), a ujedno (Euklid, Elementi, II, 8): {\displaystyle 4|AF|\cdot |AB|+|BF|^{2}=(|AB|+|AF|)^{2}=|BC|^{2},} imat ćemo iz (1): {\displaystyle 4|AF|\cdot |AB|=|KF|^{2}}.  Kako je pak {\displaystyle |AQ|=4|AB|} bit će {\displaystyle |AQ|\cdot |AF|=4|AB|\cdot |AF|}. 
Zato vrijedi {\displaystyle |AQ|\cdot |AF|=|KF|^{2}}, što je zapravo jednadžba parabole, čime je konstrukcija dokazana.

## Tangenta parabole
Tangenta parabole kojoj je tjeme u ishodištu koordinatnog sustava i koja prolazi točkom T {\displaystyle (x_{0},y_{0})} na paraboli, određena je koordinatama točke T i koeficijentom smjera tangente. Diferencirajući odgovarajuću jednadžbu parabole dobiva se:
{\displaystyle 2ydy=2pdx\,}
odakle slijedi da je
{\displaystyle y'={\frac {dy}{dx}}=\tan \alpha \,={\frac {p}{y}}}
odn. da je jednadžba tangente na parabolu
{\displaystyle y-y_{0}={\frac {p}{y}}(x-x_{0})\,}.
Ako je parabola osnosimetrična u odnosu na ordinatu (y-os) koordinatnog sustava, tada diferencirajući odgovarajuću jednadžbu parabole slijedi da je 
{\displaystyle 2xdx=2pdy\,}
odakle slijedi da je 
{\displaystyle y'={\frac {dy}{dx}}=\tan \alpha ={\frac {x}{p}}}
odn. da je jednadžba tangente na parabolu
{\displaystyle y-y_{0}={\frac {x}{p}}(x-x_{0})\,}.

## Tjeme parabole

#### Tjeme preko Viétovih formula
Neka su {\displaystyle x_{1}} i {\displaystyle x_{2}} točke na paraboli koja je dana jednadžbom {\displaystyle y=ax^{2}+bx+c} jednako udaljene od njezina tjemena, te neka je, bez smanjenja općenitosti, {\displaystyle x_{1}<x_{2}}. Tada se apscisa tjemena {\displaystyle x_{0}}, nalazi na pravcu koji prolazi polovištem intervala {\displaystyle [x_{1},x_{2}]}, tj. {\displaystyle x_{0}={\frac {x_{1}+x_{2}}{2}}}, odnosno koristeći Viétove formule {\displaystyle x_{0}=-{\frac {b}{2a}}}. 
Kako ordinata tjemena ovisi o {\displaystyle x_{0}}, odnosno vrijedi {\displaystyle y_{0}=f(x_{0})} pa uvrštavajući u jednadžbu dane parabole dobivamo 
{\displaystyle y_{0}={\frac {4ac-b^{2}}{4a}}}. 
Prema tome, koordinate tjemena svake parabole su {\displaystyle T({\frac {-b}{2a}},{\frac {4ac-b^{2}}{4a}})}.

#### Tjeme preko vertikalne translacije parabole
Izvod formule za tjeme ima još jedno geometrijsko značenje.
Treba uočiti da je apscisa tjemena parabole predočene grafom {\displaystyle y=ax^{2}+bx+c} potpuno neovisna o broju {\displaystyle c}. Zato možemo sve parabole tog oblika translatirati tako da bude {\displaystyle c=0} čime im se nultočke jesu promijenile, no to ne predstavlja problem jer je apscisa tjemena svake od njih ostala nepromijenjena.  
Neka je sada {\displaystyle f(x)=ax^{2}+bx}. Istaknut ćemo njezine nultočke ako zapišemo {\displaystyle f(x)} u obliku {\displaystyle f(x)=x(ax+b)}. Očito je da će parabola sijeći x-os za {\displaystyle x=0,x=-{\frac {b}{a}}}. Zbog simetrije parabole, apscisa tjemena je točno između tih dviju točaka, tj. apsisa tjemena iznosi {\displaystyle x_{0}=-{\frac {b}{2a}}}.